# José Antonio Vaca de Osma

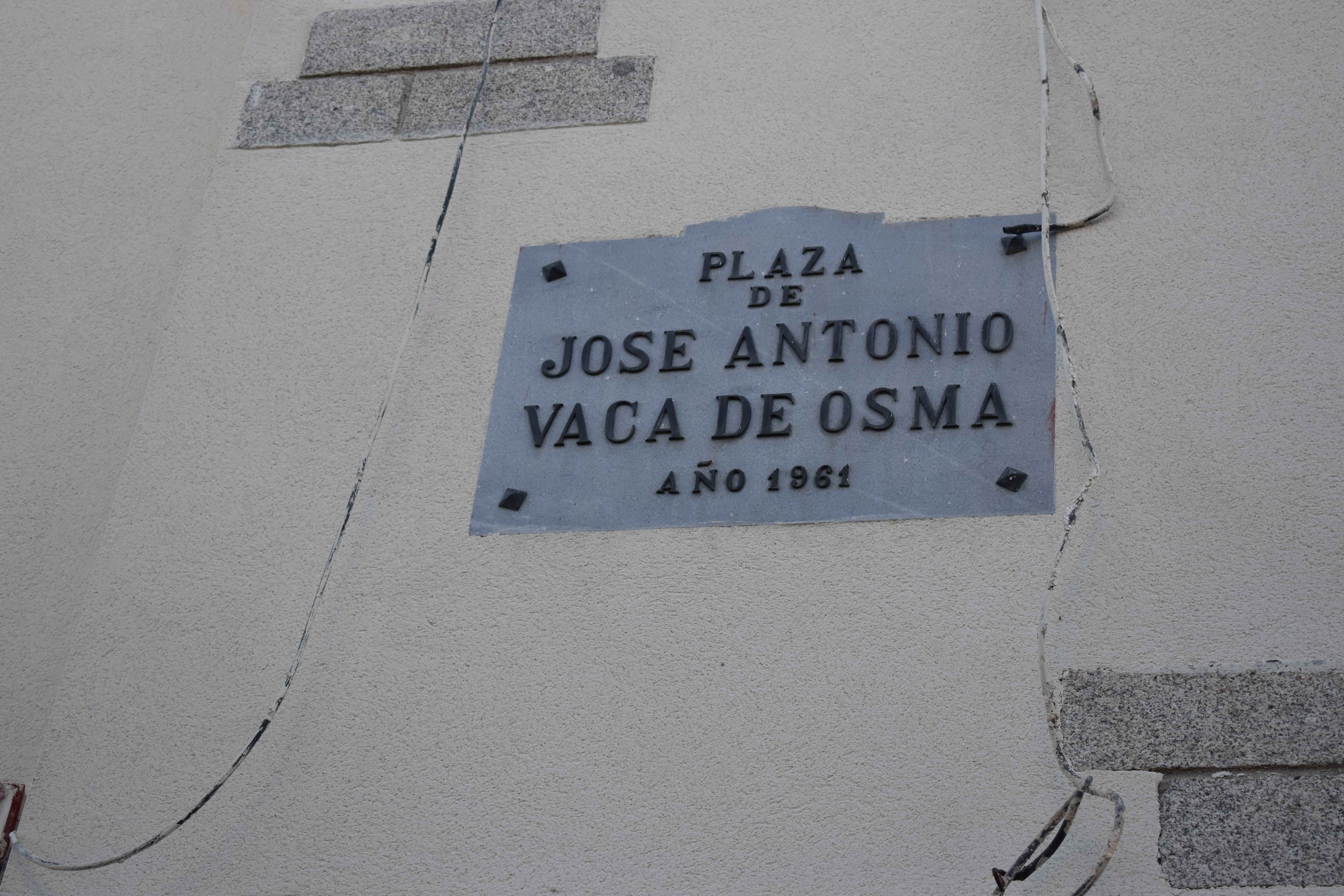
Placa de la plaza de José Antonio Vaca de Osma en San Pedro del Arroyo (provincia de Ávila).

José Antonio Vaca de Osma y Esteban de la Reguera (Madrid, 13 de noviembre de 1921-íd., 20 de agosto de 2012) fue un diplomático, político y escritor español, prolífico autor de obras de temas históricos.

## Biografía
Desempeñó el cargo de gobernador civil de la provincia de Ávila (1957-1966), así como jefe provincial de Falange Española Tradicionalista y de las JONS en la provincia. Fue el gran impulsor de la expansión de Ávila desde mediados del siglo xx hasta que cesó en su cargo, y siempre mantuvo una estrecha relación con dicha ciudad.[cita requerida] Durante su mandato se emprendieron muchas obras, tanto en la provincia, donde logró llevar la luz eléctrica y el teléfono a todos los pueblos, realizó muchas escuelas públicas, asfaltado de carreteras y diversas obras de mejoras para todos sus habitantes. En la capital, procedió a dotarla de infraestructuras modernas, limpió la muralla de casas adosadas y procedió a su iluminación. Bajo su mandato, la provincia, pobre y olvidada, sufrió una gran transformación positiva, tanto en obras públicas, como en acontecimientos culturales. Sus ideas liberales y monárquicas, no gustaron nada a sus enemigos dentro del régimen, sobre todo los más conservadores, como Solís Ruiz y Carrero Blanco. Su apoyo incondicional al que luego sería el rey Juan Carlos I, desde antes de ser nombrado príncipe de España, hizo que fuera cesado en su cargo de manera fulminante, volviendo a su carrera de diplomático, que ya nunca abandonó, dejando la política definitivamente y dedicándose de lleno a ella y a la escritura.
Fue miembro de la sección de historia de la Institución Gran Duque de Alba, así como académico correspondiente de la Historia (desde 1960) y de Jurisprudencia y Legislación.
Le fueron concedidas numerosas condecoraciones y reconocimientos nacionales y extranjeros: Gran Cruz del Mérito Civil, Legión de Honor francesa, Orden de Mérito italiana, belga, entre otras muchas.
Perteneciente a la carrera diplomática, fue embajador de España y miembro del consejo asesor del Ministro de Asuntos Exteriores.
En 1993 le fue concedido el premio Sánchez Albornoz.
Estuvo casado con Zenaida María Zunzunegui —con la cual tuvo sus dos únicos hijos, José Antonio y Ana Isabel Vaca de Osma y Zunzunegui—; y con Begoña Careaga.
Falleció el 20 de agosto de 2012 en Madrid, y fue enterrado el martes, 21 de agosto, en el panteón familiar que se hizo construir tiempo atrás en Ávila, ciudad y provincia por la que tenía un gran cariño, sintiéndose abulense de adopción.

## Balance historiográfico
Vaca de Osma dejó escritas un gran número de obras, tanto de divulgación como de investigación histórica, plasmando en títulos como Formación del espíritu nacional (1959) y Hacia el futuro de España (1965), un «perfecto ajuste a los principios ideológicos del franquismo» así como sus inquietudes de cara al futuro, según Ponce Alberca. En 1987 Vaca de Osma publicó un título sobre Francisco Franco con la denominación de Paisajes con Franco al fondo, donde —según la reseña de ABC— elabora una obra muy personal impregnada de sus emociones sobre el tema. Cuatro años más tarde publicó otro título sobre el dictador, La larga guerra de Francisco Franco (1991), que de acuerdo con Peláez Ropero, aunque formalmente impecable «apenas ha aportado novedad alguna» al conocimiento de la actividad desarrollada por el biografiado durante la guerra civil española.
El autor, «monárquico por tradición» y católico practicante, repitió en su obra La Masonería y el poder (1992) el mito de la conspiración judeomasónica, recogiendo en dicha obra la consigna franquista de judío igual a masón, y masón igual a judío o al menos a comunista; haría gala igualmente, según Yván Pozuelo Andrés, de un «antisemitismo exarcerbado».
En 1996 publicó Los catalanes en la historia de España, donde dibuja una visión positiva del papel de los catalanes en el devenir histórico de España, en una obra en la que sin embargo no serían suficientes las buenas intenciones, adoleciente según Rafael Núñez Florencio de inexactitudes, imprecisiones, de juicios de valor y comentarios parciales según Molas Ribalta, con, según Núñez Florencio, una interpretación «pintoresca, por decirlo suavemente», de la guerra civil inclusive.
En 2004 publicó una biografía de Juan de Austria, Don Juan de Austria, una «aproximación cálida» a la figura del personaje en la que según Martínez Shaw, el fervor del autor por el biografiado desluce el valor de la obra, con una aproximación rayana en lo épico y el maniqueísmo no muy diferente —de acuerdo con Shaw— a la de la novela histórica.
En 2007 publicó Patriotas que hicieron España, perteneciente al subgénero del «Elogio de España», una lectura «amena», según José María Marco.

## Condecoraciones
- Caballero de la Orden de Carlos III.
- Caballero de la Orden de Isabel la Católica.
- Caballero de la Legión de Honor francesa;
- Comendador de la Orden de Alfonso X el Sabio.
- Comendador de la Orden de Cisneros.
- Comendador de la Orden de la Corona de Bélgica.
- Comendador de la Orden del Mérito de la República Italiana.
- Gran cruz de la Orden del Mérito Civil (1962)[24]
- Medalla de oro de Ávila, entre otras condecoraciones nacionales y extranjeras, civiles y militares.

## Obras
| - — (1959). Formación del espíritu nacional. - — (1960). La historia como espejo. - — (1964). Jefatura del Estado y Presidencia del Gobierno. - — (1965). Hacia el futuro de España. - — (1981). Así se hizo España. - — (1987). Paisajes con Franco al fondo. - — (1990). Los nobles e innobles validos. - — (1991). Alfonso XIV: mis memorias. - — (1991). La larga guerra de Francisco Franco. - — (1992). La masonería y el poder. - — (1993). Alfonso XIII, el rey paradoja. - — (1995). Yo, Fernando el Católico. - — (1996). Los catalanes en la historia de España. - — (1997). Carlos III. - — (1998). Carlos I y Felipe II, frente a frente. | - — (1998). El Gran Capitán. - — (2000). Hernán Cortés. - — (2001). Los Reyes Católicos. - — (2002). La Guerra de la Independencia. - — (2003). Francisco de Goya. - — (2004). Los vascos en la historia de España. - — (2004). Don Juan de Austria. - — (2004). Historia de España para jóvenes del siglo XXI. - — (2004). Grandes reyes españoles de la Edad Media. - — (2004). El Imperio y la Leyenda Negra. - — (2005). Alfonso XII y la reina Cristina. - — (2007). Patriotas que hicieron España. - — (2007). Nueva historia de Madrid. - — (2007). España y Francia. Historia secular de un desencuentro. |